# Llerasia macrocephala
Llerasia macrocephala là một loài thực vật có hoa trong họ Cúc. Loài này được (Rusby) Pruski mô tả khoa học đầu tiên năm 2005.